# Ковалёв, Алексей Павлович
Алексей Павлович Ковалёв (1903, Темрюк — 1992, Москва) — специалист в области энергетики,  доктор технических наук, профессор, заведующий кафедрой парогенераторостроения МЭИ (1952-1976),  декан энергомашиностроительного факультета МЭИ (1955-1963).

## Биография
Алексей Павлович Ковалёв родился в 1903 году в городе Темрюк в  крестьянской семье с двенадцатью детьми. В 1918 году Алексей Павлович вступил в ряды Красной армии, был ранен в бою. В 1920 году поступил учиться в Кубанский сельскохозяйственный институт, а в 1922 году получил направление от ЦК РКП(б) на учебу в Московский механико-электротехнический институт имени М. В. Ломоносова (ныне Московский политехнический университет), который закончил в 1929 году.  До окончания института, в 1927 году через Московскую биржу труда  был устроен на работу инженером-стажером на первую МГЭС, где работал инженером-монтажником и параллельно делал дипломный проект. Окончив институт, Алексей Павлович продолжал работать на этой электростанции  дежурным инженером по монтажу и эксплуатации котельной, затем начальником котельного цеха, потом заместителем главного инженера.
В 1934 году Алексей Павлович перешел работать на Сталиногорскую (ныне Новомосковскую) ГРЭС, где работал три года начальником котельного цеха и заместителем главного инженера.
В 1937 году приказом Наркомата тяжелой промышленности был назначен главным инженером ТЭЦ № 9 Мосэнерго, проработал там полтора года. В конце 1938 года получил профессиональное заболевание и был переведен на инвалидность.
B 1939 году Алексей Павлович был приглашен на научно-педагогическую работу в МЭИ на теплотехнический факультет (кафедра котельных установок). В МЭИ Алексей Павлович успешно совмещал преподавательскую работу с научно-исследовательской деятельностью. В 1940 году защитил кандидатскую диссертацию, а в 1947 году — докторскую. В 1952 году стал профессором, заведующим кафедрой котлостроения, переименованной в 1962 году в кафедру парогенераторостроения (ПГС) энергомашиностроительного факультета (ЭнМФ). Возглавлял кафедру до 1976 года.
С 1955 по 1963 год был деканом энергомашиностроительного факультета. С 1977 года  продолжал работать профессором, затем профессором-консультантом, в 1985 году вышел на пенсию.
А. П. Ковалёв является автором около 200 научных трудов, включая более 10 учебников, атласов парогенераторов ТЭС и АЭС. Под его руководством было подготовлено и защищено 20 кандидатских диссертаций и несколько докторских.
В разное время он был членом НТС Министерства тяжелого, а затем и энергетического машиностроения, членом теплотехнической комиссии Высшей аттестационной комиссии (ВАК),  председателем научной секции по парогенераторам Минвуза СССР, членом редакционного совета издательства «Энергия».

## Труды
- Парогенераторостроение : [сборник статей] / Моск. энергет. ин-т; под ред. А. П. Ковалёва. - Москва, 1972.
- Парогенераторы : [учебник для вузов по специальности "Парогенераторостроение"] / А. П. Ковалёв, Н. С. Лелеев, Т. В. Виленский ; под общ. ред. А. П. Ковалёва. - Москва: Энергоатомиздат, 1985.
- Исследование физических процессов в современных парогенераторах : тематический сборник / ред. А. П. Ковалёв, Н. С. Лелеев. - Москва : МЭИ, 1975. - 153 с. : черт. ; 20 см. - Труды Московского энергетического института ; вып. 269.

## Награды и звания
- Заслуженный деятель науки и техники РСФСР
- Орден Трудового Красного Знамени